# Palau Guanabara
El Palau Guanabara (portuguès: Palácio Guanabara) és un palau governamental situat al carrer de Pinheiro Machado (antiga Rua Guanabara), al barri de Laranjeiras, a la ciutat de Rio de Janeiro, capital de l'estat homònim, al Brasil.
El portuguès José Machado Coelho en va començar la construcció el 1853. Va servire com a residència particular durant la dècada de 1860.
Després d'una reforma, esdevingué la residència de la Princesa Isabel i el seu espòs, el Conmte d'Eu, i des de llavors és conegut com a Palau d'Isabel. A l'època, l'accés al palau es feia pel carrer Paissandu, que per aquesta raó fou ornamentat amb un centenar de palmeres imperials (Roystonea oleracea). Va pertànyer als prínceps fins a la Proclamació de la República del Brasil (1889), quan fou confiscat pel govern militar i transferit al patrimoni de la Unió; fins i tot avui dia la família imperial intenta recuperar-ne la possessió. El que va un dels més antics processos legals del país va ser conclós el 2015 després de 125 anys.

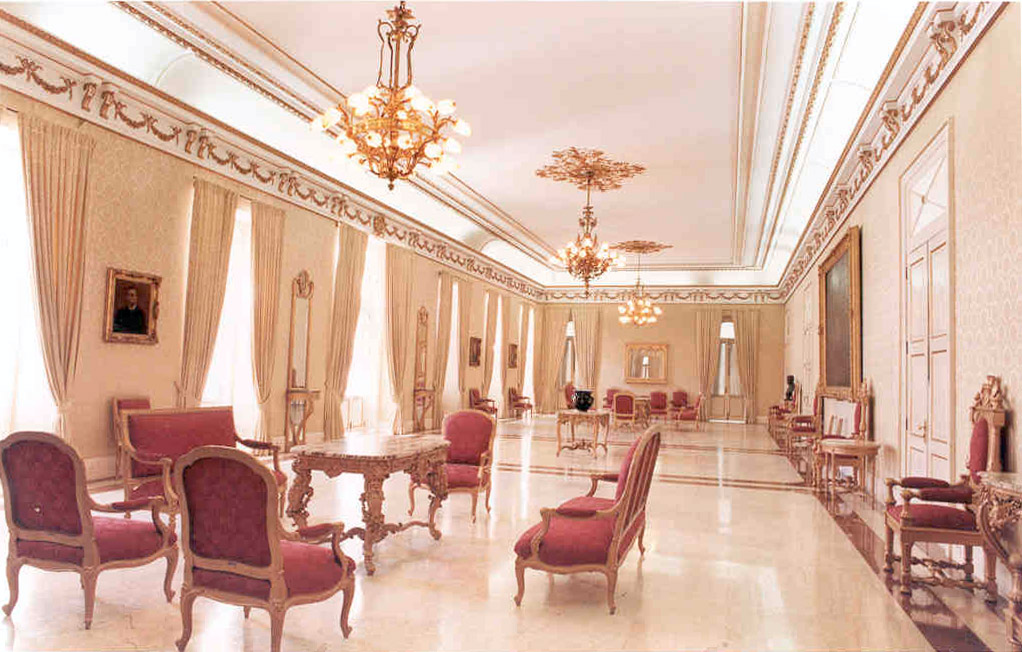
Interior del Palau Guanabara

El palau fou utilitzat pel president Getúlio Vargas com a residència oficial durant l'Estado Novo (1937-1945). Fou atacat durant el Putsch de l'Ação Integralista Brasileira el 1938, que fou refusat per la Polícia Especial (de la Policía Civil de Rio de Janeiro), amb el suport de l'exèrcit. A partir de 1946, passà a allotjar la Prefectura del Districte Federal fins a 1960, any de creació de l'Estat de Guanabara.
Deixà de ser una residència oficial, quan aquesta retornà al Palau de Catete i fou, més tard, transferida al Palau Laranjeiras, a dues illes de cases distància.
Fou donat al govern de l'antic estat de Guanabara pel president Ernesto Geisel (1974-1979).
Actualment, a partir de la fusió dels estats de Rio de Janeiro i de Guanabara, serveix com a seu del Govern de l'Estat de Rio de Janeiro, que fou transferida des del Palau d'Ingá a Niterói. La residència oficial del governador de Rio de Janeiro és el Palau Laranjeiras, al mateix barri.